# Duotone

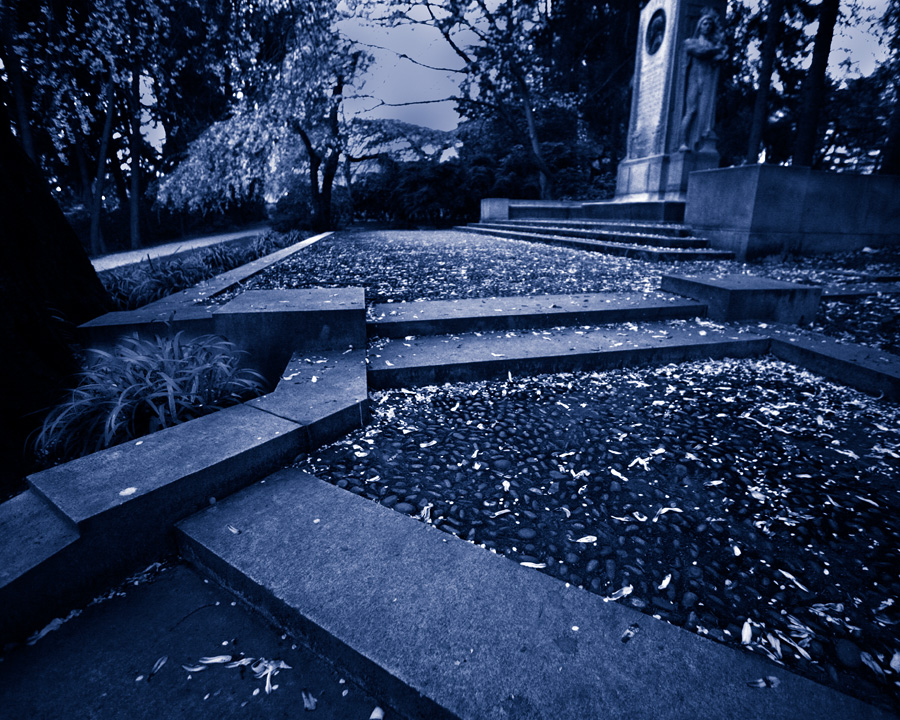
Een duotoonafbeelding, gemaakt met zwarte en blauwe kleuren in Photoshop

Duotone  of  duotoon is de algemene naam voor multitone afdrukken die gemaakt worden met twee, drie of vier kleuren.
Dankzij onder andere Photoshop is duotone een generale term in fotobewerking  geworden  voor  afbeeldingen die gebruikmaken van kleurseparatieschema's. Normaal is dit een CMYK (Cyaan, Magenta, Yellow, en Key (blacK)) separatie, maar bij duotone bestaat deze uit twee separaties en kan deze iedere kleur inkt hebben binnen offsetdruk.

## Geschiedenis
Duotone komt van cyanotypie en halftone-afdrukken.  Kleurenafdrukken in kranten en stripverhalen zijn meestal halftone-afdrukken en soms duotone-afdrukken.

## Digitaal/ modern gebruik
De duotone kleurfunctie in Photoshop bereikt tussen de een en vier kleuren inkt. Omdat met thuis-inkjetprinters kleurenafbeeldingen veel beter worden afgedrukt dan zwart-wit-afbeeldingen, gebruiken veel fotografen de duotone-functie in Photoshop om hun grijstinten te verbeteren voor het afdrukken.   
De Duotone-functie van Photoshop wordt ook vaak gebruikt om het sepia-effect in een afbeelding te creëren. Hiervoor worden dan zwart, geel en soms een derde kleur gebruikt.